# Вестхаузен (Виртемберг)
Вестхаузен (њем. Westhausen) општина је у њемачкој савезној држави Баден-Виртемберг. Једно је од 42 општинска средишта округа Осталб. Према процјени из 2010. у општини је живјело 5.937 становника. Посједује регионалну шифру (AGS) 8136082.

## Географски и демографски подаци
Вестхаузен се налази у савезној држави Баден-Виртемберг у округу Осталб. Општина се налази на надморској висини од 474 метра. Површина општине износи 38,5 km². У самом мјесту је, према процјени из 2010. године, живјело 5.937 становника. Просјечна густина становништва износи 154 становника/km².